# Ulrich Jaehde
Ulrich Jaehde (* 23. März  1961 in Geesthacht) ist ein deutscher Apotheker und Professor für Klinische Pharmazie.

## Leben
Jaehde studierte von 1980 bis 1984 Pharmazie an der Freien Universität Berlin. 1985 wurde er zum Apotheker approbiert. Von 1986 bis 1989 fertigte Jaehde seine Dissertation im Fachbereich Pharmazie der Freien Universität Berlin und im Institut für Biomedizinische und Pharmazeutische Forschung Nürnberg an und wurde zum Dr. rer. nat. promoviert. Von 1989 bis 1991 arbeitete er während eines Forschungsaufenthalts in der Abteilung für Pharmakologie der Universität Leiden. Danach wurde er wissenschaftlicher Mitarbeiter und Wissenschaftlicher Assistent für Klinische Pharmazie an der Freien Universität Berlin.
Jaehde ist seit 1999 Professor für Klinische Pharmazie an der Rheinischen Friedrich-Wilhelms-Universität Bonn und seit 2004 Leiter des neu gegründeten Bereichs Klinische Pharmazie an der Universität Bonn. 
Seit Januar 2024 ist Jaehde Präsident der Deutschen Pharmazeutischen Gesellschaft.

## Wirken/Forschungsgebiete
Die Forschungsprojekte der Arbeitsgruppe von Ulrich Jaehde haben zum Ziel, eine sichere und wirksame Arzneimitteltherapie bei jedem einzelnen Patienten zu gewährleisten. Im Mittelpunkt stehen modellbasierte Vorhersagen und interprofessionelle Versorgungsmodelle.
Zu seinen aktuellen Arbeitsgebieten gehören u. a. 
- Pharmakometrische Modelle zur Individualisierung der medikamentösen Tumortherapie
- Arzneimitteltherapiesicherheit bei Krebspatienten
- Arzneimittelkompetenz bei oraler Tumortherapie
- Risikomodelle zur Vorhersage unerwünschter Arzneimittelwirkungen
- Entwicklung pharmazeutischer Dienstleistungen zur Verbesserung der Arzneimitteltherapiesicherheit

## Schriften (Auswahl)
- Jaehde, Radziwill, Kloft: Klinische Pharmazie – Grundlagen und Anwendung 4. Auflage, Wissenschaftliche Verlagsgesellschaft Stuttgart, 2017, ISBN 978-3-8047-3223-0.